# Музична робоча станція

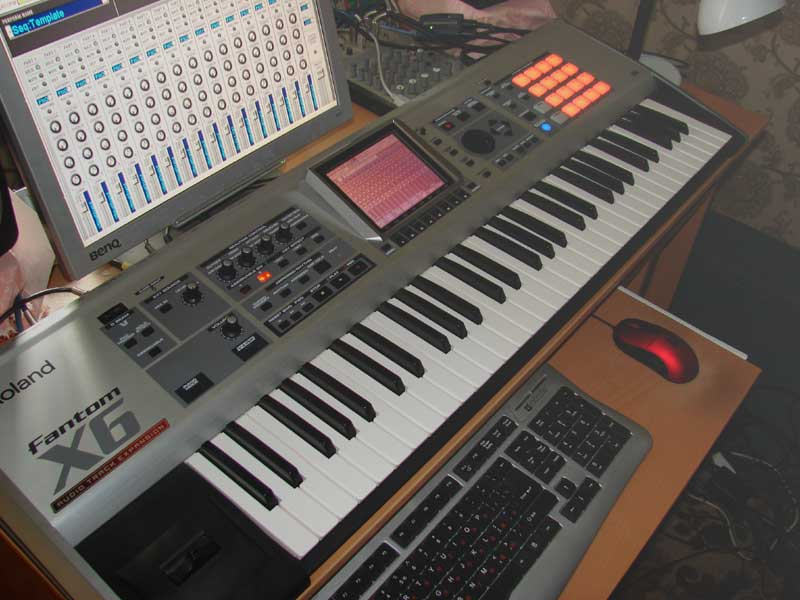
Музична робоча станція

Музична робоча станція — електромузичний інструмент, що поєднує в одному корпусі драм-машину, синтезатор, секвенсор, процесор ефектів, і, як правило, обладнаний клавіатурою фортепіанного типу. Сучасні робочі станції також мають семплер і іноді випускаються в безклавіатурному (модульному) виконанні. Завдяки такій комбінації робоча станція дозволяє забезпечити повний цикл створення, обробки та відтворення електронної музики без принципової необхідності використання додаткового обладнання. Головною особливістю музичних робочих станцій, що відрізняє їх від «звичайних» синтезаторів, є те, що такі пристрої можуть застосовуватися не тільки для сольного виконання, але і для запису музики шляхом багаторазового накладання окремих партій, тим самим замінюючи безліч музикантів у студії. У цьому сенсі музичну робочу станцію іноді називають «студією звукозапису в коробці».

## Історія

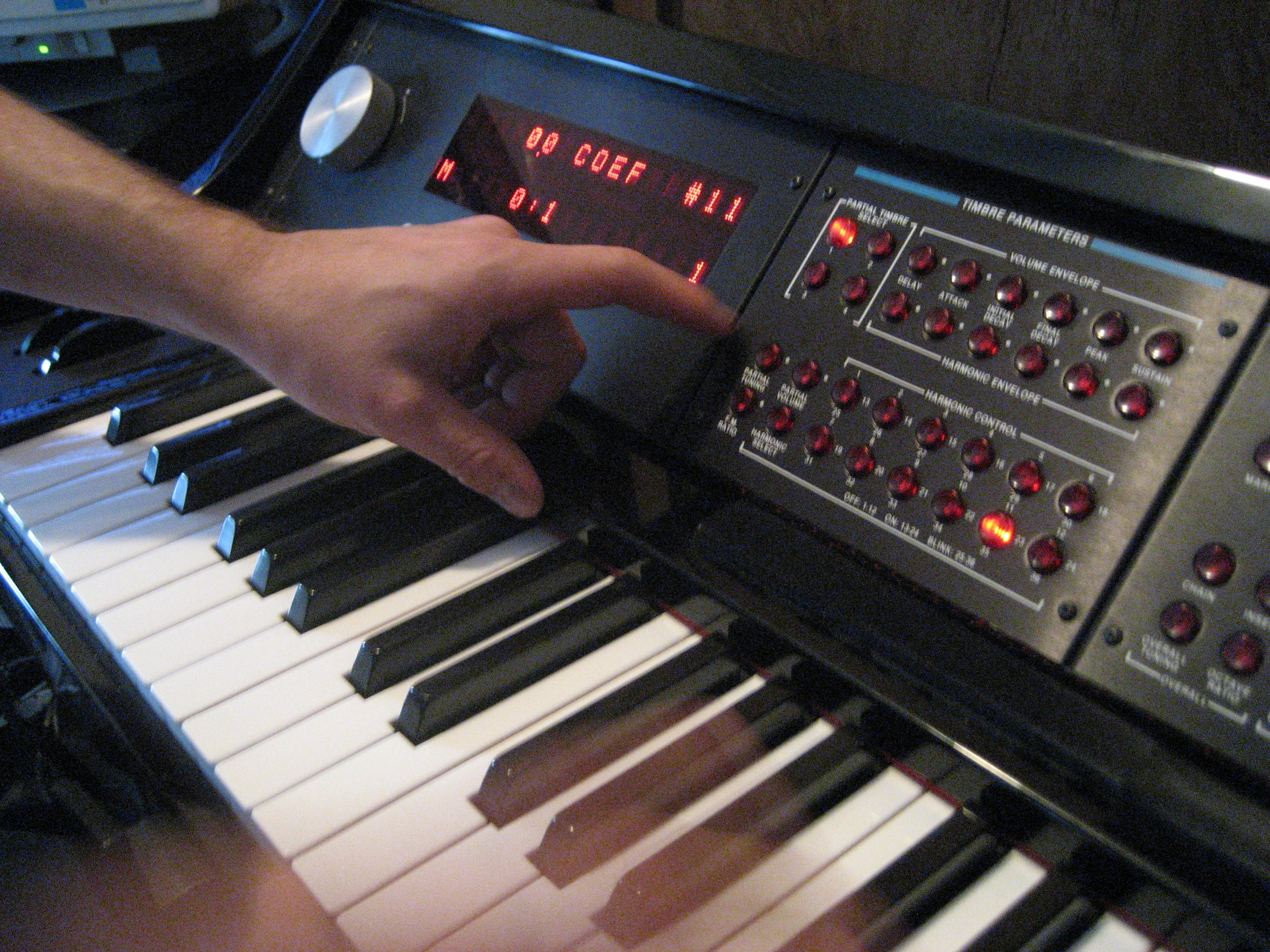
Одна з перших робочих станцій - New England Digital Synclavier

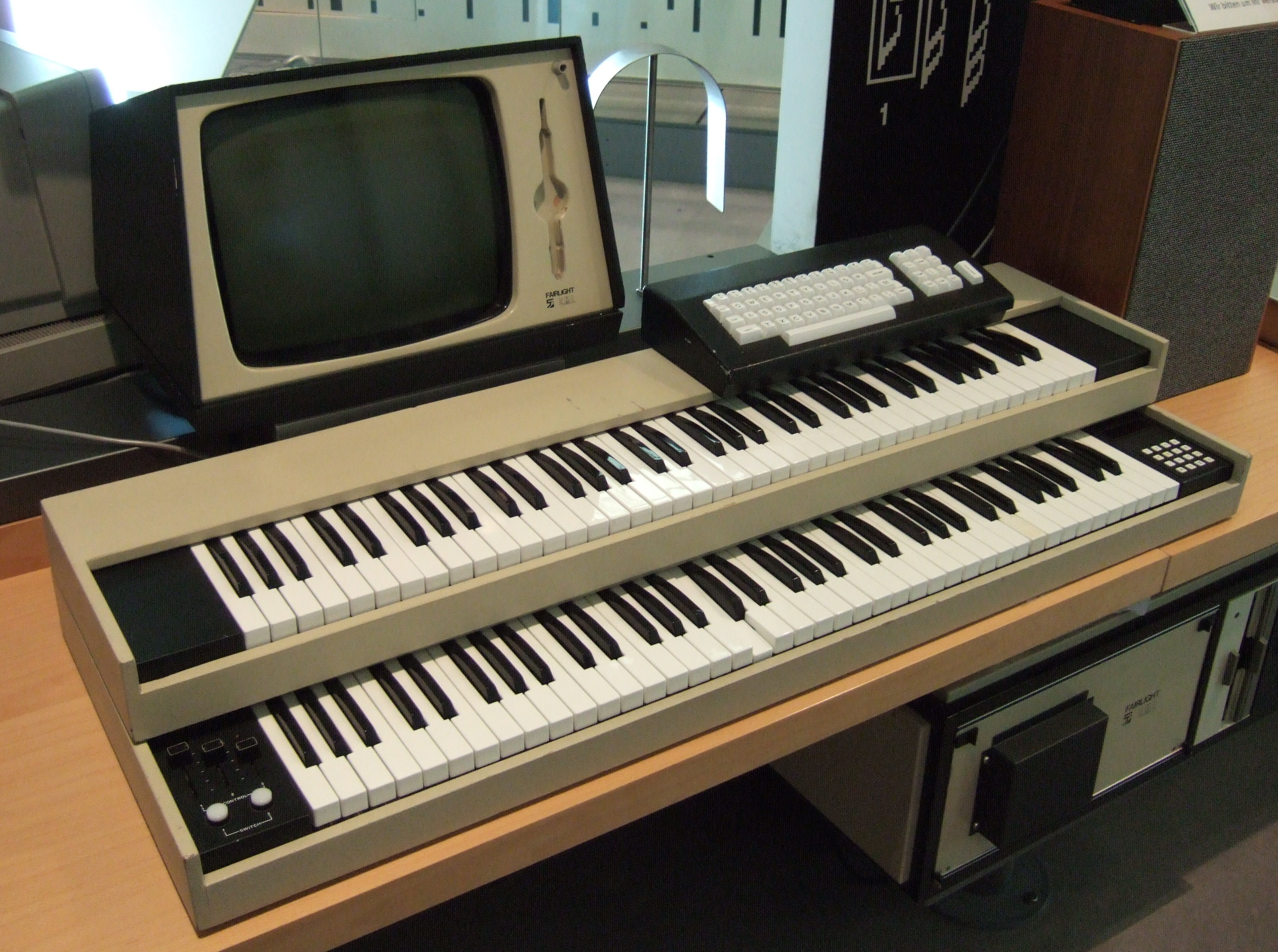
Представник другого покоління Fairlight CMI

Поява перших музичних робочих станцій відносять до кінця 1970-х років. Можливість їх появи була зумовлена мініатюризацією мікроелектроніки та розвитком технологій електронного синтезу. Перші робочі станції — клавішні інструменти New England Digital Synclavier і Fairlight CMI були обладнані керуючими мікропроцесорами та флоппі-дисководом для зберігання банків звуків.
Поява в 1982 році стандарту MIDI для кодування елементарних музичних подій, а також можливість зберігання банків звуків в оперативній пам'яті створили передумови для наступного покоління робочих станцій. До цього ж часу відноситься впровадження більш розвинених засобів інтерфейсу користувача (алфавітно-цифрові дисплеї, інтерфейс з персональними комп'ютерами) і модульні можливості програмного забезпечення (що дозволяють формувати та підвантажувати різні групи цифрових ефектів, додавати нові можливості по обробці шляхом програмної модифікації та доповнення), підтримка кодування тимчасової інформації за стандартом SMPTE.